# Лудза (район)
Лудза (на латвийски: Ludzas rajons) е район в най-източната част на Латвия. Административен център е град Лудза. Населението на района е 32 634 души, а територията е 2412 km2. Районът граничи с Балви на север, Резекне на запад, Русия на североизток, Беларус на югоизток и Краслава на юг.

## Градове
- Зилупе
- Лудза
- Карсава

### Други населени места
| - Блонту - Бригу - Циблас - Цирмас - Голишевас - Иснаудас - Истрас - Лаудеру - Малнавас - Мерзденес - Межвиду |  | - Нирзас - Никшу - Пасиенес - Пилдас - Пиреню - Пушмуцовас - Рундену - Салнавас - Зилупе (епархия) - Звиргзденес |